# Prvenstvo Krаljevini Srbа, Hrvаtа i Slovenаcа (1924)
Prvenstvo Krаljevini Srbа, Hrvаtа i Slovenаcа (1924) było 2. edycją najwyższej piłkarskiej klasy rozgrywkowej w Królestwie Serbów, Chorwatów i Słoweńców. W rozgrywkach brało udział 7 zespołów, grając systemem pucharowym. Tytułu nie obroniła drużyna Građanski Zagrzeb. Nowym mistrzem Królestwa Serbów, Chorwatów i Słoweńców został zespół Jugoslavija Belgrad. Tytuł króla strzelców zdobył Dragan Jovanović, który w barwach klubu Jugoslavija Belgrad strzelił 6 goli.

## Uczestnicy
- Somborski SK
- Građanski Zagrzeb
- Slavija Osijek
- Hajduk Split
- Ilirija Ljubljana
- Jugoslavija Belgrad
- SAŠK Sarajevo

## Ćwierćfinały
7 września 1924:
- Jugoslavija Belgrad – Slavija Osijek 5–2
- Ilirija Ljubljana – SAŠK Sarajevo 1–3
- Hajduk Split – Građanski Zagreb 4–4
- Zespół Somborski SK otrzymał wolny los.

8 września 1924:
- Hajduk Split – Građanski Zagreb 5–0

## Półfinały
21 września 1924:
- Somborski SK – Jugoslavija Belgrad 1–5
- SAŠK Sarajevo – Hajduk Split 1–6

## Finał
12 października 1924, Zagrzeb:
- Jugoslavija Belgrad – Hajduk Split 2–1

Zespół Jugoslavija Belgrad został mistrzem Królestwa Serbów, Chorwatów i Słoweńców.